# Lovski nož
Lovski nož je nož, ki se uporablja med lovom za pripravo divjadi, ki se bo uporabila za hrano. Z njim odiramo žival in režemo meso. Razlikuje se od lovskega bodala, ki se je tradicionalno uporabljalo za ubijanje divjadi.
Nekateri lovski noži so prilagojeni tudi za druge namene v divjini (na primer Camp), ki ga lovci lahko uporabljajo kot mačete ali sekire. V tem primeru je njihova funkcija podobna preživetnemu nožu. Lovski noži se včasih uporabljajo tudi kot orožje ali orodje za usmrtitev ljudi v državah, kot je Mehika.

## Oblikovanje
Lovski noži so tradicionalno oblikovani iz enega samega izostrenega roba. Rezilo je pri večini modelov rahlo ukrivljeno. Nekateri lovski noži pa imajo rezilo popolnoma  ukrivljeno, pri čemer jim služi za odstranjevanje kože ali za rezanje mesa. Nekatera rezila vsebujejo trnek. Večina lovskih nožev, imenovanih "kožarji", imajo zaobljeno konico, da ne poškodujejo kože, ko jo odstranjujemo.